# Grigori Ielisséiev
Grigori Zakhàrovitx Ielisséiev, rus: ГГриго́рий Заха́рович Елисе́ев, (25 de gener del 1821, poble de Spàsskoie, a la gubèrnia de Tomsk (avui dia Venguerovo, a l'óblast de Novossibirsk) - 18 de gener del 1891, Sant Petersburg) fou un periodista i assagista rus que inspirà Dostoievski per al seu personatge de Rakitín a Els germans Karamàzov.

## Biografia
Era fill d'un pastor ortodox de poble, però morí quan ell només tenia nou anys. Estudià en un seminari petit, després al seminari de Tobolsk i finalment a l'Acadèmia teològica de Moscou: en sortí el 1840. Tot seguit, esdevingué professor al seminari diocesà de Kazan. Llavors publicà obres històriques sobre la propagació del cristianisme a la regió de Kazan.
Sota la influència de les lectures de Belinski i de Guertsen, canvià de mica en mica d'opinió, fins que va abandonar la seva plaça el 1854. Va fer-se funcionari a Tobolsk, després es traslladà a Sant Petersburg el 1858. Va començar una carrera de periodista i escriptor fins al 1881, amb unes idees clarament radicals.

### Periodista
Començà a El Contemporani amb un article sobre Sibèria, el 1858, s'apropà a Txernixevski, de les idees del qual va influenciar-se. Col·laborà també al periòdic satíric L'Espurna (1859-1863) i dirigí la redacció del periòdic El Segle, després, del 1868 al 1881, fou col·laborador regular a Els Annals de la Pàtria, ja que s'apropava a les idees pro-revolucionàries de Nekràssov. Era un ferm defensor de les ideologies de Nekràssov i de Dobroliúbov.